# 托特·伊姆雷
托特·伊姆赖（匈牙利語：Tóth Imre，1963年11月3日—），匈牙利男子水球运动员。他曾代表匈牙利参加1988年和1992年夏季奥林匹克运动会水球比赛，分别获得第五名和第六名。